# Крысово
Крысово (бел. Крысава) — деревня в Станьковском сельсовете Дзержинского района Минской области Республики Беларусь.

## История
Известна в ВКЛ со второй половины XVI столетия. С 1588 года двор Крысовский, собственность Дрогостайского, в Минском повете Минского воеводства ВКЛ, упоминается при размежевании земель имения Станьково. В 1620 году входило в состав имения Койданово.
После Второго раздела Речи Посполитой (1793) в составе Российской империи. В 1858 году — деревня, 32 жителя муж.пола, владение графа Э. Чапского. В конце XIX — начале XX века в Станьковской волости Минского уезда Минской губернии. Действовали фольварк и корчма. В 1897 году имение Крысово графа Чапского, 152 жителя, водяная мельница на реке Уса, в корчме — 5 жителей.
В 1917 году было 236 жителей. С 9 марта 1918 года в составе провозглашённой Белорусской Народной Республики, однако фактически находилась под контролем германской военной администрации. С 1 января 1919 года в составе Советской Социалистической Республики Белоруссия, а с 27 февраля того же года в составе Литовско-Белорусской ССР, летом 1919 года деревня была занята польскими войсками, после подписания рижского мира — в составе Белорусской ССР. С 20 августа 1924 в Станьковском сельсовете. В 1926 году было 33 двора, 179 жителей, работала водяная мельница. В годы коллективизации организован колхоз «Свободный труд», который обслуживала Дзержинская МТС. Действовали водяная мельница, кузница, добыча торфа. В ВОВ с 28 июня 1941 года по 6 июля 1944 года оккупирована немецко-фашистскими захватчиками. На фронте погибло 15 жителей. В 1960 было 178 жителей, входила в состав колхоза им. Ленина (центр — д. Заболотье).
В 1991 году было 40 хозяйств, 81 житель. В 2009 году было 30 хозяйств, 50 жителей, в составе агрокомбината «Дзержинский».

## Население
| Численность населения (по годам) | Численность населения (по годам) | Численность населения (по годам) | Численность населения (по годам) | Численность населения (по годам) | Численность населения (по годам) | Численность населения (по годам) | Численность населения (по годам) |
| 1897                             | 1917                             | 1926                             | 1960                             | 1991                             | 1999                             | 2004                             | 2010                             |
| -------------------------------- | -------------------------------- | -------------------------------- | -------------------------------- | -------------------------------- | -------------------------------- | -------------------------------- | -------------------------------- |
| 152                              | ↗236                             | ↘179                             | ↘178                             | ↘81                              | ↘67                              | ↘62                              | ↘50                              |
| 2017                             | 2018                             | 2020                             |                                  |                                  |                                  |                                  |                                  |
| ↗55                              | ↘52                              | ↗56                              |                                  |                                  |                                  |                                  |                                  |

## Достопримечательности
Вблизи деревни находится могила (на кладбище) белорусской святой блаженной Валентины Минской.
Святая блаженная Валентина Минская (Валентина Феодоровна Сулковская, 1888—1966) была канонизирована Церковью как местночтимая святая 6 февраля 2006 года. Первая в истории Белорусской православной церкви, причисленная к лику святых в чине блаженной. Последняя (на 2007 год) белоруска из причисленных к святым.